# Herb powiatu inowrocławskiego
Herb powiatu inowrocławskiego – jeden z symboli powiatu inowrocławskiego, ustanowiony 23 lutego 2000

## Wygląd i symbolika
Herb przedstawia na tarczy w polu złotym pół czarnego lwa z prawej strony i pół czerwonego orła z lewej strony, całość zwieńczona złotą koroną. Jest to historyczny herb Kujaw.